# جوفری تورنتس
جوفری تورنتس سالوات (زاده ۲۸ ژانویه ۲۰۰۷) یک فوتبالیست حرفه‌ای اسپانیایی است که در پست دفاع چپ برای باشگاه سکوندا فدراسیون بارسلونا اتلتیک بازی می‌کند.

## فعالیت حرفه‌ای باشگاهی
تورنتس که در لا سلبا دل کامپ، تاراگونا، کاتالونیا متولد شده است، او که در اصل محصول آکادمی‌های جوانان باشگاه فوتبال لا سلبا دل کامپ و رئوس است، در سال ۲۰۱۸ برای تکمیل پیشرفت خود به تیم‌های جوانان بارسلونا پیوست. در ۱۶ ژوئن ۲۰۲۳، او اولین قرارداد حرفه‌ای خود را با بارسلونا امضا کرد. در سپتامبر ۲۰۲۳، او در یک مسابقه بین‌المللی دچار مصدومیت زانو شد که او را یک فصل عقب انداخت، اما پس از بازگشت، برای فصل ۲۰۲۴–۲۵ به تیم زیر ۱۹ سال ارتقا یافت. او اولین بازی خود را برای تیم بزرگسالان بارسلونا اتلتیک در پیروزی ۱–۱ پریمرا فدراسیون مقابل تارازونا در ۱۵ مارس ۲۰۲۵ انجام داد.

## فعالیت حرفه‌ای بین‌المللی
تورنتس بازیکن تیم ملی جوانان اسپانیا است. در سپتامبر ۲۰۲۳، او برای تیم زیر ۱۷ سال اسپانیا بازی کرد و دچار مصدومیتی شد که یک فصل او را عقب انداخت. در ژانویه ۲۰۲۵، او به تیم زیر ۱۸ سال اسپانیا دعوت شد، اما به دلیل مصدومیت مجبور به ترک تیم شد.

## سبک بازی
تورنتس یک مدافع چپ است که دوندگی‌های پویایی را در مقابل حریفان خود انجام می‌دهد و قادر به ارسال سانتر و پاس‌های مؤثر است. او به طرز چشمگیری در موقعیت‌های تک به تک تبحر دارد. او یک استعداد مصمم و آینده‌دار است.

## افتخارات
اسپانیا زیر ۱۹ سال
- نایب قهرمانی مسابقات قهرمانی زیر ۱۹ سال اروپا: ۲۰۲۵[۷]